# Vasile Ene
Vasile Ene (n. 4 februarie 1950) este un fost deputat român în legislatura 1992-1996, ales în județul Bistrița-Năsăud pe listele PUNR. Deputatul Vasile Ene a demisionat din funcția de deputat la data de 16 februarie 1993 și a fost înlocuit de către deputatul Teodor Ioan Sîntu.